# VfL Kirchheim/Teck
El VfL Kirchheim/Teck es un equipo de fútbol de Alemania que juega en la Bezirksliga Neckar/Fils.

## Historia
Fue fundado el 6 de julio de 1881 en la ciudad de Kirchheim unter Teck del estado de Baden-Württemberg con el nombre Turnverein 1861 Kirchheim y cuenta con más de 4000 moembros y 18 secciones deportivas que incluyen Aikido, atletismo, bádminton, baloncesto, boliche, esgrima, faustball, gimnasia, balonmano, Judo, Karate, natación, tenis de mesa, tenis, triatlón y lucha.
En 1911 la sección de fútbol se separa y pasa a ser el VfB Kirchheim y el 20 de mayo de 1933 se fusiona con el TSV 1861 Kirchheim para crear al Turn- und Sportvereinigung Kirchheim. La fusión se disolvío el 26 de febrero de 1935, solo para reunificarse en 1945 como VfL Kirchheim.
Durante el periodo de Alemania nazi intentó lograr el ascenso a la Gauliga Württemberg pero fue eliminado al terminar segundo en el playoff. Al finalizar la Segunda Guerra Mundial juega en la Amateurliga Württemberg (II) de 1946 a 1952, pero después de eso pasaba en las divisiones aficionadas hasta que regresa a la Amateurliga en 1984 y al año siguiente asciende a la Oberliga Baden-Württemberg (III), donde permanece hasta el descenso en la temporada 1991/92.
En 1994 falla en lograr el ascenso a la Regionalliga Süd luego de la reestructuración del fútbol alemán en ese año. En 1998 logra el ascenso a la Regionalliga Süd como campeón de la Oberliga Baden-Württemberg en 1997, pero descendería tras una temporada, iniciando un proceso de descensos que lo llevarían a la quinta división en 2001. En 2007 retorna a la Oberliga Baden-Württemberg en 2007, pero abandonan la liga en 2011.
En 2012 regresa a la competición en la sexta división, pero tendría una serie de descensos que lo llevaron a la décima división en cuatro años.

## Palmarés
- Oberliga Baden-Württemberg: 1 (IV)

1997
- Verbandsliga Württemberg: 3 (V)

1986, 1992, 2007
- Landesliga Württemberg: 1

1984
- Württemberg Cup: 2

1961, 2003